# Mazatán, Chiapas
Mazatán är en kommunhuvudort i Mexiko.   Den ligger i kommunen Mazatán och delstaten Chiapas, i den sydöstra delen av landet, 900 km sydost om huvudstaden Mexico City. Mazatán ligger 22 meter över havet och antalet invånare är 5 938.
Terrängen runt Mazatán är platt. Runt Mazatán är det ganska glesbefolkat, med 34 invånare per kvadratkilometer. Närmaste större samhälle är Puerto Madero, 16,1 km söder om Mazatán. Trakten runt Mazatán består till största delen av jordbruksmark.